# Legiunea Erbacina
Legiunea Erbacina a fost una dintre cele cincisprezece legiuni românești organizate în Transilvania pentru a lupta cu trupele maghiare în timpul revoluției de la 1848 - 1849. Sediul legiunii se găsea pe Valea Hârtibaciului. 
A participat la operațiunile militare din zona Odorhei împotriva secuilor care s-au aliat cu revoluționarii pașoptiști maghiari și care doreau unirea Transilvaniei cu Ungaria, conform programului revoluținar maghiar.
Legiunea era condusă de prefectul Juniu Eliseu Armatu, care îi avea în subordine pe viceprefectul Gheorghe Roman și tribunii Ilariu Sacelliu Popeiu, Ioan Ianoviciu și Onoriu Ovidiu Maroianu.